# Hinrich Schuldt
Hinrich Rudolf Schuldt (Blankenese, Hamburg , 14 juni 1901 - Petschane, 15 maart 1944) was een Duitse officier en SS-Brigadeführer en Generalmajor in de Waffen-SS tijdens de Tweede Wereldoorlog. Hij werd onderscheiden met het Ridderkruis van het IJzeren Kruis met Eikenloof en Zwaarden als erkenning voor extreme dapperheid en/of succesvol militair leiderschap. Schuldt voerde het commando over de 19. Waffen-Grenadier-Division der SS (lettische Nr. 2).

## Leven
Op 14 juni 1901 werd Hinrich Schuldt geboren in Blankenese, een deel van Hamburg-Altona. Zijn vader was HAPAG-kapitein en later scheepseigenaar Rudolf Schuldt (overleden 1922) en zijn vrouw Meta (geboortenaam Hinrichsen) (geboren 25 januari 1873). Schuldt ging naar het voortgezet onderwijs in Flensburg en behaalde in maart 1922 zijn Abitur. In zijn jeugd was hij lid van Deutschvölkische Freiheitspartei (DVFP) van de plaatselijke afdeling Flensburg. Hij was ook lid van de Deutschvölkischer Schutz- und Trutzbund en de organisatie "Escherich".
Als 21-jarige meldde Schuldt zich op 1 april 1922 aan bij de Reichsmarine en werd als Seekadett opgenomen. Na enig tijd werd hij als Seeoffizieranwärter geplaatst in de Crew 22, hier nam Reinhard Heydrich ook dienst. De Seekadett Schuldt voltooide zijn basisopleiding van april tot september 1922 bij het 2. Korporalschaft in Kiel-Holtenau. Vanaf oktober 1922 tot maart 1924 kreeg hij een opleiding aan boord van verschillende schepen; zoals de SMS Braunschweig (linieschip), Niobe (opleidingszeilschip van de marine) en de SMS Berlin (kleine kruiser). Aan boord van deze schepen reisde Schuldt naar Italië, Portugal, Spanje en Frankrijk. Tijdens zijn tijd in de Reichsmarine, behaalde hij zijn vliegbrevet. Op 1 januari 1928 werd Schuldt bevorderd tot Leutnant zur See (luitenant-ter-zee). Kort hierna verliet Schuldt de Reichsmarine na een racistische opmerking. De achtergrond hiervan was zijn verklaring aan een Joods lid van de Reichsmarine dat niet-Ariërs in principe niet geschikt waren om soldaat te zijn.
Schuldts uitzetting uit de Reichsmarine leidde er niet toe dat hij zich afkeerde van de zeevaart. Vanaf 1 april 1929 tot december 1933 werkte hij als zeemans- en militair leraar aan de hanzeatische zeilschool in Sierksdorf. Tijdens die tijd werd Schuldt in december 1931 lid van de Nationaalsocialistische Duitse Arbeiderspartij (NSDAP), met opname vanaf 1 februari 1932. Dezelfde dag nog werd hij lid van de Sturmabteilung (SA) en werd als SA-Mann ingezet. In 1933 werd Schuldt nog bevorderd tot SA-Sturmführer (tweede luitenant). Met ingang van 12 december 1933 veranderde hij in de rang van SS-Sturmführer tot SS-Standarte 1 "Adolf Hitler", maar zonder officieel over te stappen naar de SS. Aansluitend werkte Schuldt als Zugführer (vergelijkbaar met pelotonscommandant) in deze SS-Standarte tot januari 1934. Hierna was hij weer in dienst van de SA en werd tot juni 1934 in de staf van de chef van het opleidingswezen de Friedrich-Wilhelm Krüger ingezet. Later werd hij als opleidingsreferent bij de inspectie van de Marinestürme der SA onder SA-Untersturmführer en latere NSFK-Obergruppenführer Alfred Krüger.
Op 25 april 1934 vroeg Schuldt de Reichsführer-SS Heinrich Himmler om te worden toegelaten tot de SS. Tegelijkertijd betrok hij zijn oude crewlid Heydrich bij deze zaak. Op 11 juni 1934 werd de aanvraag van Schuldt goedgekeurd en werd hij als SS-Mann toegevoegd aan de Leibstandarte SS Adolf Hitler. En werd hij tot commandant van de 3e Sturm in de I.Sturmbann in het LSSAH benoemd. In die tijd werd Schuldt op 1 januari 1935 bevorderd tot SS-Obersturmführer (eerste luitenant). In 1937 volgde hij nog een leergang voor pelotonscommandanten in Bad Tölz. In hetzelfde jaar nog werd hij ook bevorderd tot SS-Hauptsturmführer (kapitein). In oktober 1938 nam hij deel aan de bezetting van het Sudetenland. In Sudetenland verongelukte Schuldt met zijn personenauto en liep verwondingen op die leidden tot een ziekenhuisopname van drie weken in Plauen, later moest hij nog twee operaties ondergaan. Op 1 november 1938 volgde zijn overplaatsing naar de SS-Standarte "Germania" in Hamburg, waar Schuldt in de staf van de I.Sturmbann ingezet werd. Daar volgde op 9 november 1938 zijn bevordering tot SS-Sturmbannführer (majoor). In opdracht van Felix Steiner werd Schuldt geplaatst in de SS-Standarte "Deutschland" in München, waar hij als bataljonscommandant van het 1e bataljon werd ingezet. 

### Tweede Wereldoorlog
Tijdens de Poolse Veldtocht was Schuldt commandant van naar hem vernoemde Kampfgruppe Schuldt bij de SS-Standarte "Deutschland", in de formatie van de pantserdivisie Kempf. Zijn Kampfgruppe bestond uit twee Schützen-Kompanien (vrije vertaling: Schutterscompagnieën (infanterie)), een halve MG-compagnie, pantsercompagnie en een Infanterie-Geschütz-Zug (IG-Zug). Na de beëdiging van de gevechtshandelingen in Polen, werd Schuldt naar het SS-Regiment „Germania“ (commandant Karl Demelhuber) gecommandeerd. Daar had hij de leiding over alle ondergeschikte regimentseenheden. Midden december 1939 werd hij naar de Polizei-Aufklärungs-Abteilung overgeplaatst en voerde het commando vanaf 1 januari 1940 tot eind maart 1940. Op 3 februari 1940 werd Schuld geopereerd aan zijn blindedarm in het SS-Standortlazarett Ellwangen. Aansluitend werd Schuldt naar de 4. SS-Totenkopf-Standarte „Ostmark“ gestuurd, om daar in de staf en vanaf 30 april 1940 als bataljonscommandant van het 1e bataljon te werken. Dit was namelijk zijn Standarte in het kader van de Slag om Frankrijk en de bezettingsmacht in Nederland. In augustus 1940 werd de 4. SS-Totenkopf-Standarte „Ostmark“ gewijzigd in het SS-Infanterie-Regiment 4. Op 1 september 1940 werd Schuldt bevorderd tot SS-Obersturmbannführer (luitenant-kolonel). Voor zijn leiderschap en dapperheid in het Kolodosi district in Centraal-Rusland werd hij op 5 april 1942 onderscheiden met het Ridderkruis van het IJzeren Kruis. Het regiment werd op 20 april 1942 vanwege hun verdiensten aan het Leningradfront onderscheidden met de eretitel "Langemarck" en werd gewijzigd in het SS-Regiment „Langemarck“. Schuldt voerde het commando tot 1 december 1942 en vanaf 7 augustus 1942 als SS-Standartenführer (kolonel). Tegen die tijd was het regiment overgebracht naar Frankrijk voor nieuwe uitrusting en manschappen, waar Schuldt in november 1942 afscheid nam van zijn regiment in Tessy.
Op 8 juli 1942 was Schuldt getrouwd met Ilse Schleyer. Het echtpaar bleef kinderloos.
Op 1 december 1942 werd Schuldt benoemd tot commandant van de SS-Brigade "Schuldt" aan het Don-front. In de sector Nikitowka-Bachtewitsch raakte hij op 23 en 26 februari 1943 binnen enkele dagen twee keer gewond door granaatsplinters. Begin maart 1943 werd Schuldt voor zijn verwondingen naar het SS-Lazarett Berlin-Lichterfelde gebracht en de volgende dag trok hij zijn SS-Brigade uit de strijd terug. Op 15 maart 1943 volgde de officiele ontbinding van de brigade in Debica.
Op 1 mei 1943 reikte Adolf Hitler op de Obersalzberg Schuldt voor zijn verdiensten het Eikenloof bij zijn Ridderkruis van het IJzeren Kruis uit. Nog steeds in de herstelfase schreef Schuldt op 29 juni 1943 aan SS-Obergruppenführer Hans Jüttner met het verzoek hem over te plaatsen naar een nieuwe frontlinie. Daarop stelde Reichsführer-SS Himmler vast dat Schuldt de 2. (lett.) SS-Freiwilligen-Brigade van de Letse SS-eenheden moest overnemen, nadat zijn gezondheid was hersteld en zodra Schuldt uit het ziekenhuis werd ontslagen. Met ingang van 1 september 1943 kreeg hij het bevel over de voor hem bestemde brigade. Op 5 september 1943 volgde de bevelsovername en op 9 november 1943 werd Schuldt bevorderd tot SS-Oberführer. De gevechtssector van zijn eenheid lag in de sector Peipusmeer en Ilmenmeer, evenals het Volchov-bruggenhoofd aan de noordelijke sector van het Oostfront. De SS-Brigade "Schuldt" werd in de loop van haar bestaan nog twee keer in naam gewijzigd. Eenmaal in de 2. Lettische SS-Freiwilligen-Brigade en, op 7 januari 1944 in de 19. Waffen-Grenadier-Division der SS (lettische Nr. 2). Vanaf januari 1944 was de divisie ondergeschikt aan het 38e Pantserkorps onder de General der Artillerie Kurt Herzog.

#### Gesneuveld
Op 15 maart 1944 tijdens een werkbezoek aan het 1e bataljon van het Waffen-Grenadier-Regiment 42 in Nevel aan de Velikaja-rivier, werd Schuldt nabij het dorp Petschane door een granaat van een pantserafweerkanon (PAK) dodelijk getroffen. Hij werd in Riga opgebaard en begraven in het Waldfriedhof. Op 16 maart 1944 werd Schuldt postuum bevorderd tot SS-Brigadeführer en Generalmajor in de Waffen-SS en door generaal Herzog voorgedragen voor de Zwaarden bij zijn Ridderkruis van het IJzeren Kruis met Eikenloof, die op 25 maart 1944 werden verleend. Op 1 juni 1944 schonk Hitler de moeder van Schuldt een maandelijkse toelage van 150 Reichsmark en op 15 januari 1945 ontving het 43. Waffen-Grenadier-Regiment der SS (lettische Nr. 2) de eretitel "Hinrich Schuldt".

## Carrière
Schuldt bekleedde verschillende rangen in zowel de Allgemeine-SS als Waffen-SS. De volgende tabel laat zien dat de bevorderingen niet synchroon liepen.
| Datums                                           | Reichsmarine         | Sturmabteilung | Allgemeine-SS       | Waffen-SS                            |
| ------------------------------------------------ | -------------------- | -------------- | ------------------- | ------------------------------------ |
| 1 april 1922                                     | Seekadett            | —              | —                   | —                                    |
| 1 april 1923                                     | Seeoffizieranwärter  | —              | —                   | —                                    |
| 1 april 1924                                     | Fähnrich zur See     | —              | —                   | —                                    |
| 1 april 1926                                     | Oberfähnrich zur See | —              | —                   | —                                    |
| 1 januari 1928                                   | Leutnant zur See     | —              | —                   | —                                    |
| 1 februari 1933                                  | —                    | SA-Mann        | —                   | —                                    |
| 1933                                             | —                    | SA-Sturmführer | —                   | —                                    |
| 12 december 1933                                 | —                    | —              | SS-Sturmführer      | —                                    |
| 20 juni 1934                                     | —                    | —              | SS-Anwärter         | —                                    |
| 10 november 1934                                 | —                    | —              | SS-Mann             | —                                    |
| 10 januari 1935 (met ingang van 1 januari 1935)  | —                    | —              | SS-Obersturmführer  | —                                    |
| 8 maart 1935 (met ingang van 10 maart 1935)      | —                    | —              | SS-Hauptsturmführer | —                                    |
| 9 november 1938                                  | —                    | —              | SS-Sturmbannführer  | —                                    |
| 1 september 1941                                 | —                    | —              | —                   | SS-Obersturmbannführer der Waffen-SS |
| 7 augustus 1942 (met ingang van 1 augustus 1942) | —                    | —              | —                   | SS-Standartenführer der Waffen-SS    |
| 9 november 1943                                  | —                    | —              | —                   | SS-Oberführer der Waffen-SS          |
| 16 maart 1944 (met ingang van 14 maart 1944)     | —                    | —              | SS-Brigadeführer    | Generalmajor in de Waffen-SS         |

## Lidmaatschapsnummers
- NSDAP-nr.: 975 664[18] (lid geworden 1 februari 1932[5][6][2])
- SS-nr.: 242677[18] (lid geworden 12 september 1933[5][6] - 9 december 1933 (nog niet officieel opgenomen in de SS[2])

## Onderscheidingen
Selectie:
- Ridderkruis van het IJzeren Kruis met Eikenloof, Zwaarden (nr.56) op 25 maart 1944 (postuum) als SS-Oberführer en Commandant van de 19. Waffen-Grenadier-Division der SS (lettische Nr. 2)[20][21][14][22][15]
- Ridderkruis van het IJzeren Kruis met Eikenloof (nr.220) op 2 april 1943 als SS-Standartenführer en Commandant van de SS-Brigade Schuldt / XXIX.Armee-Korps / Heeresgruppe Süd[20][21][19][22][15]
- Ridderkruis van het IJzeren Kruis (nr.949) op 5 april 1942 als SS-Obersturmbannführer en Commandant[20] van het SS-Infanterie-Regiment 4 "Reichsführer-SS" / 17.Infanterie-Division / XII.Armee-Korps / 4.Armee / Heeresgruppe Mitte[20][21][6][22][15]
- Duitse Kruis in goud op 21 april 1943[20][21][14] als SS-Standartenführer en Commandant van de SS-Kampfgruppe Schuldt[15]
- Hij werd eenmaal genoemd in het Wehrmachtsbericht. Dat gebeurde op:
- 29 februari 1944[23][20][21][15]

## Afkorting
- mit der Führung beauftragt (m. d. F. b.) - vrije vertaling: met het leiderschap belast